# 奥拉县
奥拉县是柬埔寨磅士卑省下辖的一个县。柬埔寨全国最高峰奥拉山位于该县境内。
据1998年人口普查，此县共有15,668人。